# 针乌贼
针乌贼（学名：Sepia andreana），又名長腕針烏賊、安哲拉墨魚、安哲拉烏賊，为乌贼科乌贼属的动物。分布于日本群岛北部沿岸，包括黄海等海域，生活环境为海水，常生活于沿岸。该物种的模式产地在日本。